# Alexteroon jynx
Alexteroon jynx là một loài ếch trong họ Hyperoliidae. Chúng là loài đặc hữu của Cameroon.
Các môi trường sống tự nhiên của chúng là các khu rừng ẩm ướt đất thấp nhiệt đới hoặc cận nhiệt đới và sông. Loài này đang bị đe dọa do mất môi trường sống.